# Pepe Parra
José Francisco Parra del Pino, conocido por su nombre artístico de Pepe Parra (Guayaquil, Ecuador, 20 de noviembre de 1945-ibidem, 24 de noviembre de 2019), fue un cantante, empresario y presentador de televisión ecuatoriano, padre de los cantantes José Daniel, Adriana, Danilo y Viviana Parra, quienes también heredaron su gusto por la música.

## Carrera
Durante los años setenta, fue miembro del grupo musical Los Dragones, con quienes ganó el trofeo Huancavilca, al grupo musical más popular el país. También formó parte del programa de televisión, La discoteca del 10, donde fue presentador durante esa misma década.
Durante su carrera musical grabó más de 20 discos en 45 rpm y cinco elepés de larga duración.

## Fallecimiento
Durante el mes de noviembre de 2019, sus hijos hicieron público el estado delicado de salud de su padre, en las redes sociales, debido a su enfermedad, la diabetes, por lo que muchos seguidores manifestaron su apoyo con mensajes positivos. Falleció el 24 de noviembre a causa de la diabetes. La noticia del fallecimiento se dio a conocer mediante la cuenta de Twitter de su hija, La Vivi Parra.